# Armindo Tué Na Bangna
Armindo Tué Na Bangna (Bissau, 24 oktober 1994) – alias Bruma – is een in Guinee-Bissau geboren Portugees voetballer. Hij speelt doorgaans als linksbuiten speelt. In februari 2025 transfereerde Bruma van SC Braga naar SL Benfica. Bruma debuteerde in 2017 in het Portugees voetbalelftal.

## Clubcarrière
Bruma werd geboren in Guinee-Bissau en verhuisde als kind naar Portugal. Hier werd hij op twaalfjarige leeftijd opgenomen in de jeugdopleiding van Sporting Lissabon. Bruma maakte op 11 augustus 2012 zijn debuut in het tweede team van Sporting, tijdens een wedstrijd in de Segunda Liga tegen União Oliveirense. Hij debuteerde op 10 februari 2013 in de hoofdmacht, tegen CS Marítimo. Een week later maakte hij zijn eerste doelpunt in het betaald voetbal, tegen Gil Vicente.
Sporting verkocht Bruma op 3 september 2013 voor tien miljoen euro aan Galatasaray, waar hij zijn handtekening zette onder een vijfjarig contract. Tien dagen later debuteerde hij voor de Turkse club, tegen Antalyaspor. Hij debuteerde op 17 september 2013 met Galatasaray in de UEFA Champions League, tegen Real Madrid. Bruma liep in januari 2014 een knieblessure op die hem naar verwachting zes maanden zou kosten. Galatasaray verhuurde hem daarop tot het einde van het seizoen aan Gaziantepspor. Er bestond een limiet op het aantal buitenlanders dat de Turkse titelverdediger mocht gebruiken en zo kwam er ruimte vrij voor een andere. Bruma speelde geen wedstrijd voor Gaziantepspor. Galatasaray verhuurde Bruma in juli 2015 voor een jaar aan Real Sociedad. Dat bedong daarbij een optie tot koop. Bruma speelde dat seizoen 32 wedstrijden in de Primera División, waarin hij met de club als negende eindigde. Sociedad lichtte de optie tot koop niet. Het volgende seizoen was hij basisspeler bij Galatasaray. Dat verkocht hem daarna voor circa € 11 miljoen aan RB Leipzig.
Bruma kwam in zijn eerste jaar bij Leipzig veertig keer in actie, in zowel de competitie, beker, Champions League als Europa League. In zijn tweede seizoen werd er aanzienlijk minder een beroep op hem gedaan, met name in de Bundesliga. Bruma tekende in juni 2019 vervolgens een contract tot medio 2024 bij PSV, dat circa € 12 miljoen voor hem betaalde. Dit maakte hem de op een na duurste aankoop van PSV ooit, na Mateja Kežman. Bruma maakte op 23 juli 2019 zijn officiële debuut voor PSV, als basisspeler in een met 3–2 gewonnen wedstrijd in de voorronden van de UEFA Champions League thuis tegen FC Basel. Hij maakte in de veertiende minuut zelf de 1–0. Op 3 oktober 2020 werd hij tot medio 2021 verhuurd aan Olympiakos.
In het seizoen 2021/22 speelde Bruma wel voor PSV. Hier werd hij in augustus verkozen tot de Speler van de Maand. Op 16 juni 2022 maakte de Turkse club Fenerbahçe bekend dat Bruma in het seizoen 2022/23 op huurbasis voor de club uit Istanboel zou uitkomen. Als onderdeel van de overeenkomst zou Bruma aan het einde van het seizoen voor twee jaar worden overgenomen, maar Fenerbahce maakte in januari 2023 al bekend dat hij definitief was overgenomen. Hij werd echter onmiddellijk verhuurd aan SC Braga. Op het einde van het seizoen werd deze overgang definitief. 

## Clubstatistieken
| Seizoen | Club            | Competitie       | Competitie | Competitie | Beker | Beker | Internationaal | Internationaal | Totaal | Totaal |
| Seizoen | Club            | Competitie       | Wed.       | Dlp.       | Wed.  | Dlp.  | Wed.           | Dlp.           | Wed.   | Dlp.   |
| ------- | --------------- | ---------------- | ---------- | ---------- | ----- | ----- | -------------- | -------------- | ------ | ------ |
| 2012/13 | Sporting CP B   | Segunda Liga     | 25         | 6          | —     | —     | —              | —              | 25     | 6      |
| 2012/13 | Sporting CP     | Primeira Liga    | 13         | 1          | —     | —     | —              | —              | 13     | 1      |
| 2013/14 | Galatasaray     | Süper Lig        | 7          | 0          | 3     | 1     | 5              | 0              | 15     | 1      |
| 2013/14 | → Gaziantepspor | Süper Lig        | 0          | 0          | 0     | 0     | —              | —              | 0      | 0      |
| 2014/15 | Galatasaray     | Süper Lig        | 20         | 1          | 9     | 2     | 4              | 0              | 33     | 3      |
| 2015/16 | → Real Sociedad | Primera División | 32         | 2          | 1     | 1     | —              | —              | 33     | 3      |
| 2016/17 | Galatasaray     | Süper Lig        | 30         | 11         | 7     | 0     | —              | —              | 37     | 11     |
| 2017/18 | RB Leipzig      | Bundesliga       | 28         | 4          | 1     | 0     | 11             | 3              | 40     | 7      |
| 2018/19 | RB Leipzig      | Bundesliga       | 14         | 1          | 2     | 0     | 11             | 2              | 27     | 3      |
| 2019/20 | PSV             | Eredivisie       | 18         | 3          | 3     | 0     | 10             | 2              | 31     | 5      |
| 2020/21 | PSV             | Eredivisie       | 3          | 0          | 0     | 0     | 1              | 0              | 4      | 0      |
| 2020/21 | → Olympiakos    | Super League     | 22         | 7          | 5     | 2     | 6              | 0              | 33     | 9      |
| 2021/22 | PSV             | Eredivisie       | 28         | 7          | 3     | 1     | 15             | 2              | 46     | 10     |
| 2022/23 | → Fenerbahce    | Süper Lig        | 1          | 0          | —     | —     | 4              | 0              | 5      | 0      |
| 2022/23 | → SC Braga      | Primeira Liga    | 16         | 4          | 3     | 0     | 2              | 0              | 21     | 4      |
| 2023/24 | SC Braga        | Primeira Liga    | 26         | 6          | 2     | 0     | 10             | 5              | 38     | 11     |
| 2024/25 | SC Braga        | Primeira Liga    | 17         | 7          | 3     | 2     | 11             | 3              | 31     | 12     |
| 2024/25 | SL Benfica      | Primeira Liga    | 0          | 0          | 0     | 0     | 0              | 0              | 0      | 0      |
| Totaal  | Totaal          | Totaal           | 300        | 60         | 42    | 9     | 90             | 17             | 432    | 86     |

Bijgewerkt tot en met 4 februari 2025.

## Interlandcarrière
Bruma kwam uit voor diverse Portugese nationale jeugdelftallen. Hij nam met Portugal –19 deel aan het EK –19 van 2012, met Portugal –20 aan het WK –20 van 2013 en met Portugal –21 aan het EK –21 van 2017. Bruma debuteerde op 10 oktober 2017 in het Portugees voetbalelftal, in een met 3–0 gewonnen oefeninterland thuis tegen Saoedi-Arabië. Zijn eerste doelpunt voor de nationale ploeg volgde op 14 oktober 2018. Hij maakte toen de 0–3 in een met 1–3 gewonnen oefeninterland in en tegen Schotland.

## Erelijst
| Competitie           | Aantal      | Jaren            |             |             |
| Galatasaray          | Galatasaray | Galatasaray      | Galatasaray | Galatasaray |
| -------------------- | ----------- | ---------------- | ----------- | ----------- |
| Süper Lig            | 1x          | 2014/15          |             |             |
| Türkiye Kupası       | 2x          | 2013/14, 2014/15 |             |             |
| Süper Kupa           | 1x          | 2016             |             |             |
| Olympiakos           |             |                  |             |             |
| Super League         | 1x          | 2020/21          |             |             |
| PSV                  |             |                  |             |             |
| KNVB beker           | 1x          | 2021/22          |             |             |
| Johan Cruijff Schaal | 1x          | 2021             |             |             |
| SC Braga             |             |                  |             |             |
| Taça da Liga         | 1x          | 2023/24          |             |             |

1 Trubin ·
3 Carreras ·
4 Silva ·
6 Bah ·
7 Amdouni ·
8 Aursnes ·
9 Cabral ·
10 Kökçü ·
11 Di María ·
14 Pavlidis ·
16 Neto ·
17 Aktürkoğlu ·
18 Barreiro ·
20 Mário ·
21 Schjelderup ·
23 Meïté ·
24 Soares ·
25 Prestianni ·
28 Kaboré ·
30 Otamendi ·
32 Benjamín Rollheiser ·
36 Leonardo ·
37 Beste ·
44 Araújo ·
47 Gouveia ·
61 Luís ·
81 Bajrami ·
84 Rêgo ·
85 Sanches ·
Coach: Lage